# Śmierdzące kwiatuszki
Śmierdzące kwiatuszki – trzeci album zespołu Łoskot, nagrany na żywo w zakopiańskim klubie Pstrąg w czerwcu 1999 roku.

## Spis utworów
1. "Piesek patrzy na gołębie"
2. "Razem na basenie"
3. "Śmierdzące kwiatuszki"
4. "Mężczyźni czasem marzną"
5. "Koledzy z Francji"
6. "Molowy Tujo"

## Twórcy
- Olo Walicki
- Mikołaj Trzaska
- Tomasz Gwinciński
- Piotr Pawlak